# Санная почта на собаках
Санная почта на собаках (иногда также обозначается более общим понятием — собачья почта) — один из способов почтовой связи в отдалённых малонаселённых районах Аляски, Северной Канады, Северной Европы и России в XIX веке — первой половине XX века, при котором почта перевозилась собачьими санными упряжками, а также доставленные такой почтой почтовые отправления.

## В Северной Америке

### Почта собачьих санных упряжек на Аляске
В ранний период освоения Аляски в зимнее время (с октября по май) регулярного почтового сообщения с находящимися вдали от побережья почтовыми отделениями не было, хотя частные лица порой соглашались отвезти письма на побережье. В XIX веке такая доставка почты занимала недели, поскольку в день собачья санная упряжка проходила до 75 км.
Регулярное почтовое сообщение было налажено примерно в 1910-е годы. При пересылке почтовых отправлений санной почтой на собаках на них ставились оттиски почтовых штемпелей отправления, штемпелей перехода (при смене нарт), штемпелей прибытия.
- Собачьи санные упряжки на Аляске. Открытки США (первая половина XX века)

В 1930-е годы для перевозки почты начали применять самолёты, но почтмейстерам по-прежнему разрешалось использовать собак для «спешной отправки почты», и в 1940-е годы были изготовлены конверты с надписью англ. «Alaska Dog Team Post» («Почта собачьих санных упряжек Аляски») и с изображением собачьей упряжки.
Последний регулярный маршрут санной почты на собаках был закрыт в 1963 году, когда Честер Нунгвук (Chester Noongwook) из Савунги на острове Святого Лаврентия сделал на своей упряжке последний почтовый рейс.
Впоследствии во время соревнований по гонкам на собачьих санных упряжках осуществлялась перевозка памятной почты.

### Выпуск «Экспресса Мак Грили»
В 1898 году в обращении на Аляске была марка местной частной почты (Sc #155L1), так называемый выпуск «Экспресса Мак Грили». На марке номиналом в 25 центов была изображена собачья почтовая санная упряжка и имелась надпись: «Mc. Greely’s Express / Dyea — Skaguay» («Экспресс Мак Грили / Дайи — Скагуэй»).
Марка применялась на протяжении нескольких недель для оплаты писем золотоискателей во время Клондайкской золотой лихорадки, пока частная почтовая служба не была заменена государственной. По заказу С. Маркузе (S. C. Marcuse), для почты Мак Грили было отпечатано 2000 экземпляров, в марочных листах по 50 штук (5 × 10), из которых около 1000 марок было использовано непосредственно для пересылки писем по маршруту между Скагуэйем и Дайи.

## В России
В Российской империи в конце XIX века и в более позднее время доставка почты на собачьих санных упряжках осуществлялась в северной части Сибири, на Камчатке, в районе озера Байкал, в других регионах. В одни нарты запрягалось по 12 собак с собакой-вожаком. В рейс отправлялись сразу три-четыре нарты, которые везли не только почту с ямщиком, но и одного-двух пассажиров. За сутки собаки преодолевали до 200 вёрст.
В 1820-е годы санную почту на собаках описывали на севере Восточной Сибири путешественники Фердинанд Врангель и Георг Адольф Эрман. В конце XIX века её упоминали в своих путевых заметках многие очевидцы.

## Коллекционирование
В США коллекционирование филателистических материалов санной почты на собаках, таких как «Alaska Dog Team Post», является популярной областью коллекционирования.